# Gretta Sarfaty

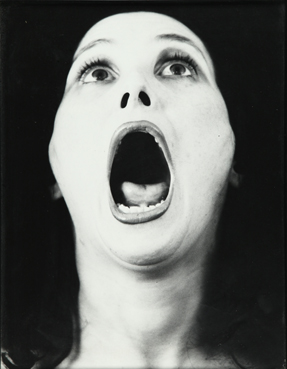
Gretta Sarfaty,1976. Auto-Photos III (detalhe). Fotografia.

Gretta Alegre Sarfaty também conhecida como Gretta Grzywacz e Greta Sarfaty Marchant, é uma pintora, desenhista, gravadora, fotógrafa e artista multimídia brasileira que ganhou reconhecimento internacional no final dos anos 1970, a partir de seus trabalhos artísticos relacionados à Body art e ao Feminismo.
Muda-se com a família para São Paulo em 1954 e naturaliza-se brasileira no mesmo ano. Em 1970, participa do Grupo de Vanguarda, no Rio de Janeiro, com Cildo Meireles, Artur Barrio e Rubens Gerchman, entre outros. Nos anos 70, Gretta cursa a escola PanAmericana de Arte em São Paulo. Em 1972 é aluna de Ivald Granato e Walter Lewy. Em 1973, inicia-se em gravura em metal sob orientação de Mário Gruber (1934) e edita suas próprias gravuras. Cursa a escola de Arte Documenta, em 1973. Nesse período, participa de exposições envolvendo vídeo e performance em diversos países, como Itália, França, Bélgica e Alemanha. Em 1984 a artista muda-se para Nova York.

Gretta teve seus trabalhos exibidos em instituições como o Museu de Arte Contemporânea da Universidade de São Paulo (MAC/USP), Museu de Arte Moderna de São Paulo (MAM/SP), Museu de Arte de São Paulo (MASP) Museu Nacional de Belas Artes (MNBA), Pinacoteca do Estado de São Paulo, Instituto Moreira Salles (SP/RJ), Museu de Arte da Pampulha (MAP), Musée d'Art Moderne de la Ville de Paris,  Musée du Palais du Luxembourg - Paris, Palazzo dei Diamanti de Ferrara, Fundação Calouste Gulbenkian, Centre Georges Pompidou,  New York University (NYU), Internationaal Cultureel Centrum - Antwerpen, entre outros. 

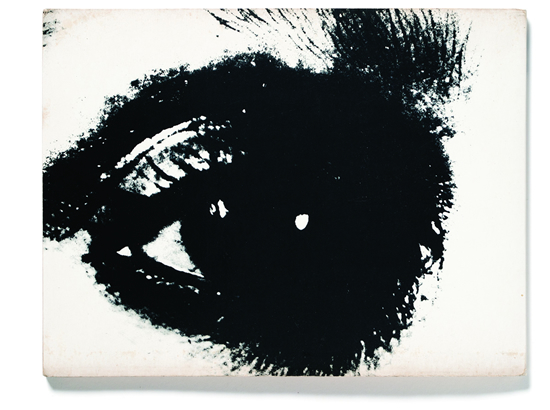
Gretta Sarfaty,1978. Auto-Photo, 1978. Livro.

## Vida pessoal
Gretta nasceu em Atenas, Grécia, em 1947 e recebeu o nome de Alegre Sarfaty. Sua família, de origens italiana, grega e turca, mudou-se para o Brasil, especificamente para São Paulo, em 1954.
Aos 17 anos, Gretta casou-se com José Grzywacz, com quem teve três filhos: Vitória Sarfaty Grzywacz, Pedro Grzywacz e Rafaela Grzywacz Goodman.
Dentre seus estudos de arte, destacam-se os realizados na FAAP e na Escola Panamericana de Artes, com Ivald Granato e Walter Lewy. Por conta de sua produção artística e exposições, em 1984 muda-se para Nova York.
Em 1995 Gretta casou-se com Richard Marchant e adotou a cidadania britânica e viveu em Londres até 2013.
Atualmente, Gretta está estabelecida no Brasil, passando alguns breves períodos do ano entre Nova York, Londres e Itália.

## Carreira Artística
As obras de Gretta foram exibidas inicialmente em São Paulo, Nova York e Londres, em exposições individuais em galerias e museus. Iniciou sua produção artística com pinturas, mas logo incorporou ao seu trabalho variadas técnicas e suportes, como instalação, fotografia, vídeo, gravura e performance.

### Brasil e Europa
No início dos anos 1970, Gretta iniciou sua série de pinturas, Metamorphosis, e sua produção foi notada pelo galerista brasileiro, Franco Terranova. Em 1976, exibiu seu trabalho na Galeria de Arte Globa, em São Paulo.  Em 1979, suas obras participaram de exposições em diferentes países, tais como Alemanha (Karlsruhe), Itália (Galleria Diagramma, Milão; Palazzo dei Diamanti, Ferrara) e França (Paris, Centre Georges Pompidou), onde exibiu sua série Evocative Recollections. Em 1983, ela criou seu projeto Auto-retrato do Brasil, uma publicação contendo uma série de pinturas feitas pela artista e textos sobre importantes personalidades do país que foi exibida no Museu de Arte de São Paulo (MASP). Em 2011 participou da exposição Arte como Registro, Registro como Arte, na Pinacoteca do Estado de São Paulo.

#### Auto-Photos
Essa série de fotografias, de 1976, é um dos primeiros trabalhos em que Gretta utiliza sua própria imagem para abordar o tema da identidade feminina: seu rosto aparece numa sequência de beleza e feiúra, graça e loucura. Esse jogo frívolo com imagens recorrentes de si mesma faz um diálogo irônico com a imagem cultural da mulher, imposta pela sociedade. Podemos relacionar essa obra com a noção da "performatividade de gênero", um termo criado por Judith Butler em 1988. Sobre este trabalho, escreveu Roberto Pontual:
"O trabalho de Gretta Sarfaty foi originalmente mais relacionado com a linguagem da fotografia, especialmente durante sua recente estadia na Europa. Seu foco principal tem sido sempre o corpo da mulher, incluindo o seu próprio corpo como um símbolo de condição das mulheres em nossa sociedade".

#### Transformações

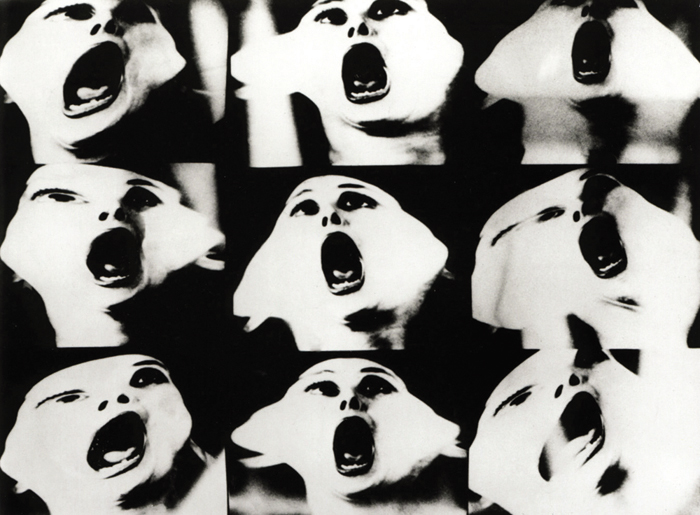
Transformation I, 1976.

Nessa série, o processo de desconstruir a imagem feminina ganha ainda mais força. O rosto da artista foi manipulado e distorcido pelo processo de revelação das fotografias. Sobre a obra, diz Giorgio Verzotti:
“Estas imagens devem ser vistas como a exteriorização de uma revolta contra o padrão cultural do sexo masculino, destruindo o estereótipo do conceito feminino de beleza para uma dimensão de distorção de uma beleza abstrata e estética, onde a artista se opõe com uma visão de aversão, através de um corpo que é deformado, desfigurado e fragmentado”.

#### Diário de uma mulher
Esta série é outro exemplo da utilização do meio da fotografia para criar um diário de seu próprio corpo, capturando poses quase abstratas. A forma em que o corpo da artista aparece nas fotografias põe em cheque a sua materialidade. 

#### Evocative Recollections

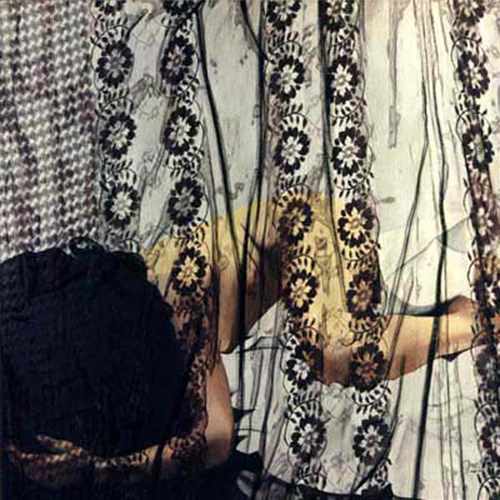
Evocative Recollections, 1981

Em 1979, Gretta apresentou a performance Evocative Recollections no Centre Georges Pompidou, em Paris (França) e no Palazzo di Diamanti di Ferrara, (Itália). Essa performance foi também exibida em outros países, como Bélgica, (Internationaal Cultureel Centrum, Antuérpia) e Brasil. Sob o mesmo nome, Evocative Recollections, Sarfaty continuou suas investigações acerca das questões sobre o corpo feminino e sobre a liberação das mulheres numa série de fotografias (1980–1981). Em um ensaio publicado para a exposição individual de Gretta Sarfaty no Centro Culturale La Filanda (Verano, Itália) Gillo Dorfles escreveu: "é claro que tais fotografias não seriam as mesmas se feitas por outra artista, com outra opinião, entretanto, mesmo considerando sob o ponto de vista da fotografia como documento, as opções corpóreas de Gretta alcançam uma eficácia incomum. Estamos diante de uma combinação pouco comum, entre a atividade criativa de uma artista que sabe como aproveitar as possibilidades expressivas e plásticas de seu corpo e a realização de uma documentação fotográfica que se mantém autônoma, tanto de seus valores técnicos como estéticos".

#### Body Works
No final dos anos 1980 e início dos 1990, Gretta criou a série fotográfica Body Works, em que corpos nus "constituem uma denúncia das práticas hedonísticas e alienantes as quais a forma feminina é submetida, uma denúncia da repressão e mistificação para as quais se expõem a educação da mulher em todas as direções. E são uma afirmação da real sensualidade da mulher, cuja respeitabilidade, no entanto, ainda se tenta esconder ou reprimir (a cortina ou mosqueteiro)" . E assim, como a crítica de arte Romana Loda, podemos citar Hugo Von Hofmannsthal que disse: "O profundo deve ser escondido. Onde? Na superfície".

#### Gretta & Becheroni: Change and Appropriation of an Autonomous Identity

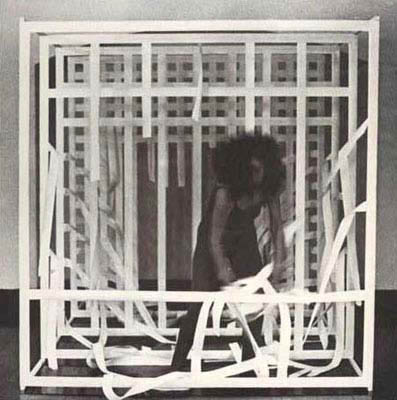
Gretta Sarfaty,1980. Gretta & Becheroni. Performance.

Vídeoproduzido em 1980 em colaboração com Elvio Becheroni. Gretta performa em cubo feito de laços de papel, fazendo de si uma passagem para o espaço. Como uma maneira metafórica para evocar uma nova identidade. Esse trabalho evidencia a prisão da mulher na sociedade através de um aspecto voyeurista, evocando o ritual da liberação. Esse trabalho foi apresentado na Pinacoteca do Estado de São Paulo e em outros países como Argentina, Itália e Estados Unidos.

#### Goya Time
La Maja, Goya Time foi um evento multimídia que contou com 100 artistas e cujos curadores foram Sandro Bernini e Butch Morris. Gretta escreveu o roteiro e dirigiu essa art operainspirada na obra de Francisco de Goya. Essa performance foi realizada em 1985, na Igreja CUANDO e em um estacionamento no Lower East Side, Nova York, EUA.

#### Virtual Body Works 1988/2003

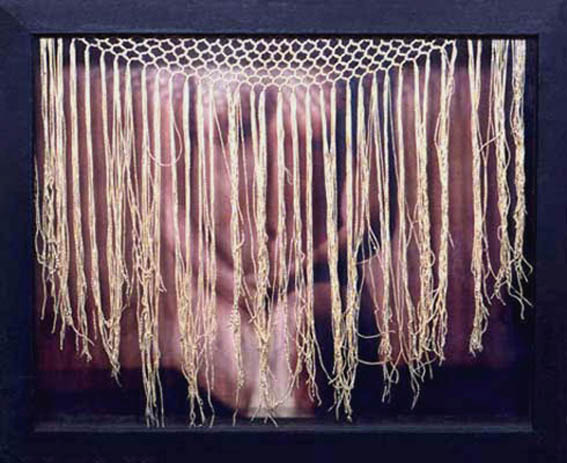
Gretta Sarfaty 1988/2013. Virtual Body Works V, Computer print-out and collage in a box, 27 x 33cm

Durante a primavera de 1987, Gretta foi convidada a participar do evento interativo de telecomunicações, Who Killed Heinrich Hertz?,.

## Atividades Recentes
Em 2010, Gretta participou da exposição Bad Girls, junto com Marina Abramović, Annette Messager, Orlan e Gina Pane. O conceito da exposição era a comparação entre quatro gerações de artistas mulheres desde os anos 1970. Em 2011, as obras de Gretta foram exibidas na exposição Arte como registro, registro como arte na Pinacoteca do Estado de São Paulo, Brasil. Esta exposição, que documenta a história da performance no Brasil, destaca Gretta Sarfaty como um das poucas artistas brasileiras que tiveram suas obras exibidas no Centre Georges Pompidou. Um ano depois, ela participou da exposição Foto/Gráfica – a New History of the Latin-American Photobook (onde exibiu a obra Autho-Photos).
Em 2018 o Museu de Arte Moderna de São Paulo (MAM) fez sua mostra comemorativa de 70 anos em parceria com o Museu de Arte Contemporânea (MAC) na qual  a obra Auto-Photos de Gretta foi exibido. Neste mesmo ano inaugura sua exposição individual "Reconciliação" na Galeria Pilar em São Paulo.

## Exposições

### Exposições Individuais
1993 - Body Works (performance e fotografias. Catálogo) – Foster Goldstrom Gallery (Nova York), Jansen-Perez Gallery (Los Angeles) e San Antonio, (Texas), EUA.
1988 - Europa, França e Bahia – Museu da Imagem e do Som e Paço das Artes, São Paulo, Brasil. Retrospectiva dos 15 anos do trabalho de Gretta (catálogo) compreendendo pinturas, vídeos, performances, palestras e obras em colaboração com Timothy Binkley, George Chaikin, Ira Schneider, Willoughby Sharp e outros. Com curadoria de Gretta Sarfaty e Willoughby Sharp e apoio do governo brasileiro.
1983 - Auto-Retrato do Brasil (livro) – Museu de Arte de São Paulo, Brasil.
1983 - Auto-Retrato do Brasil – Museu Nacional de Belas Artes, Rio de Janeiro, Brasil.
1979 - Evocative Recollections (performance com catálogo), Centre Georges Pompidou, Paris, França.

### Exposições Coletivas
- 2000 - Arte Conceitual e Conceitualismos: anos 70 no acervo do MAC/USP - Galeria de Arte do Sesi, São Paulo, Brasil.[21]
- 1987 - Summer Solstice '87, Art Performance "The Marriage" Art Performance (The Honeymoon). Gretta Sarfaty e Willoughby Sharp - WNYC-TV special de Charlie Morrow com John Cage, Melissa Fenley, Philip Glass, Butch Morris, NY[22]
- 1977 - International Woman in Arts. Große Orangerie Schloss Charlottenburg, Berlim, Alemanha.[23]
- 1977 - Poéticas Visuais. São Paulo, Brasil.[24]
- 1977 - 9° Panorama de Arte Atual Brasileira. Museu de Arte Moderna de São Paulo, São Paulo, Brasil.[25]
- 1976 - 8° Panorama de Arte Atual Brasileira. Museu de Arte Moderna de São Paulo, São Paulo, Brasil.[26]
- 1976  - Bienal Nacional  76. Fundação Bienal, São Paulo, Brasil.[27]
- 1976 - 10º Arte e Pensamento Ecológico, São Paulo, Brasil.[28]
- 1975 - 13ª Bienal Internacional de São Paulo. Fundação Bienal, São Paulo, Brasil.[29]

### Documentários
1987 - My Single Life in NYC